# Aeropuerto Internacional de Jeju

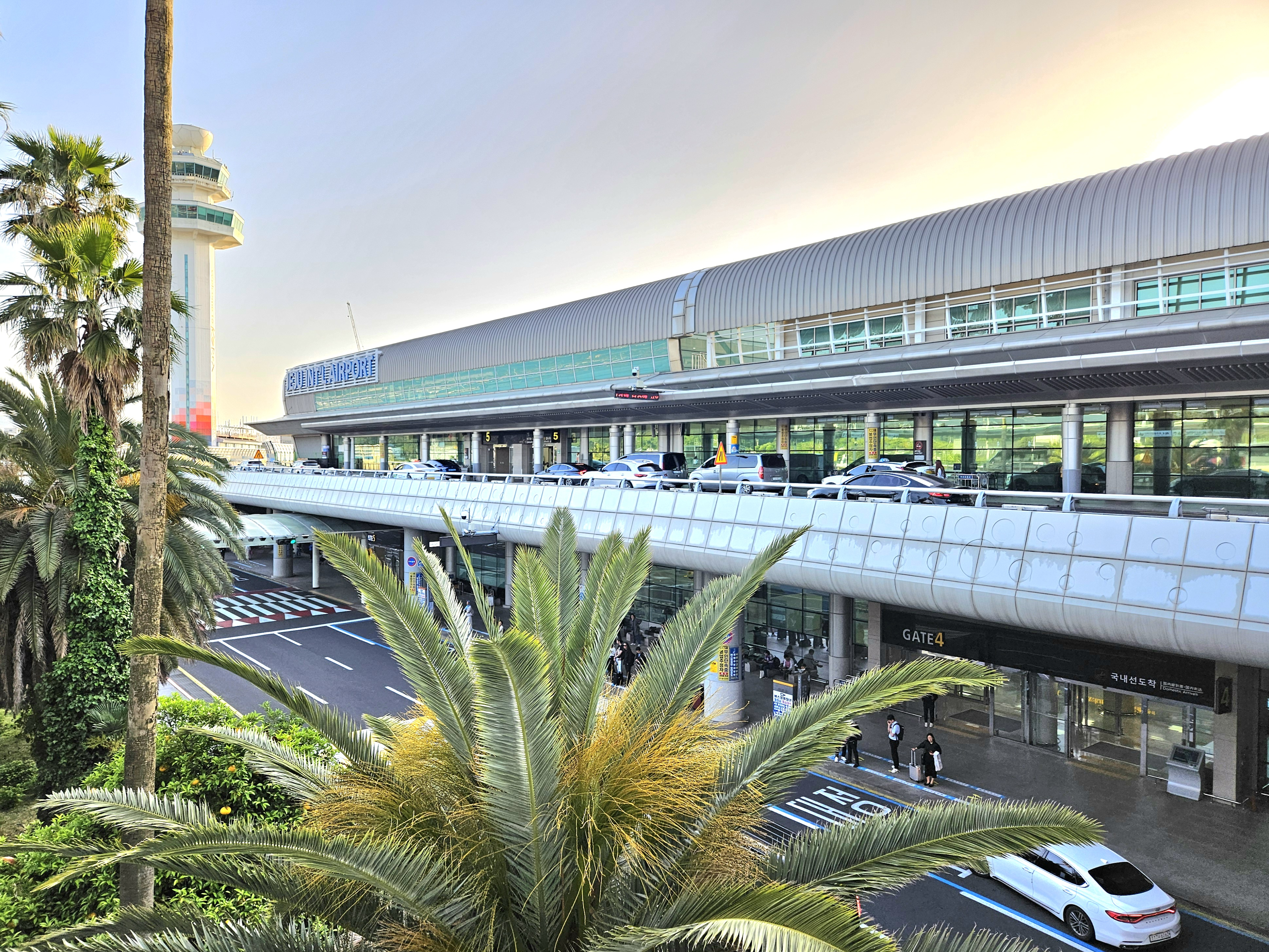
Vista del Aeropuerto Internacional de Jeju

El Aeropuerto Internacional de Jeju (en Hangul: 제주국제공항, en Hanja: 濟州國際空港) Jeju Gukje Gonghang, McCune-Reischauer; Cheju Kukche Konghang) (IATA: CJU, OACI: RKPC) es el tercer aeropuerto más grande de Corea del Sur, por detrás del Aeropuerto Gimpo en Seúl y el Aeropuerto Incheon en Incheon. Está ubicado en la ciudad de Jeju. Fue fundado en 1968.
El Aeropuerto Internacional de Jeju opera principalmente destinos en Corea del Sur, así como a destinos internacionales de China y Japón.

## Aerolíneas y destinos

### Destinos nacionales
| Ciudad   | Nombre del aeropuerto                     | Aerolíneas                                                                      | Aeronaves      | Frecuencias semanales |
| -------- | ----------------------------------------- | ------------------------------------------------------------------------------- | -------------- | --------------------- |
| Busán    | Aeropuerto Internacional de Gimhae        | Air Busan Asiana Airlines Jeju Air Korean Air                                   | A32x B737      |                       |
| Cheongju | Aeropuerto Internacional de Cheongju      | Asiana Airlines Eastar Jet Jeju Air Korean Air                                  | B737           |                       |
| Daegu    | Aeropuerto Internacional de Daegu         | Asiana Airlines Korean Air T'way Airlines                                       | B737           |                       |
| Gunsan   | Aeropuerto de Gunsan                      | Eastar Jet Korean Air                                                           | B737           |                       |
| Gwangju  | Aeropuerto de Gwangju                     | Asiana Airlines Korean Air T'way Airlines                                       | B737           |                       |
| Jinju    | Aeropuerto Internacional de Jinju-Sacheon | Asiana Airlines Korean Air                                                      |                |                       |
| Pohang   | Aeropuerto de Pohang                      | Asiana Airlines                                                                 |                |                       |
| Seúl     | Aeropuerto Internacional de Gimpo         | Air Busan Asiana Airlines Eastar Jet Jeju Air Jin Air Korean Air T'way Airlines | A32x B737 B7x7 |                       |
| Seúl     | Aeropuerto Internacional de Incheon       | Asiana Airlines                                                                 |                |                       |
| Ulsan    | Aeropuerto de Ulsan                       | Korean Air                                                                      |                |                       |
| Wonju    | Aeropuerto de Wonju                       | Korean Air                                                                      |                |                       |
| Yeosu    | Aeropuerto de Yeosu                       | Korean Air                                                                      |                |                       |

### Destinos internacionales
| Ciudades por países | Nombre del aeropuerto                          | Aerolíneas                     | Aeronaves | Frecuencias semanales |      |
| Asia                | Asia                                           | Asia                           | Asia      | Asia                  | Asia |
| ------------------- | ---------------------------------------------- | ------------------------------ | --------- | --------------------- | ---- |
| China               |                                                |                                |           |                       |      |
| Changchun           | Aeropuerto Internacional de Changchun-Longjia  | China Southern Airlines        |           |                       |      |
| Dalián              | Aeropuerto Internacional de Dalian-Zhoushuizi  | China Southern Airlines        |           |                       |      |
| Guiyang             | Aeropuerto Internacional Guiyang-Longdongbao   | Korean Air                     |           |                       |      |
| Ningbo              | Aeropuerto Internacional Ningbo-Lishe          | China Eastern Airlines         |           |                       |      |
| Pekín               | Aeropuerto Internacional de Pekín              | Korean Air                     |           |                       |      |
| Shanghái            | Aeropuerto Internacional de Pudong             | Jin Air China Eastern Airlines | B7x7      |                       |      |
| Shenyang            | Aeropuerto Internacional Taoxian               | China Southern Airlines        |           |                       |      |
| Zhengzhou           | Aeropuerto Internacional de Zhengzhou-Xinzheng | China Southern Airlines        |           |                       |      |
| Japón               |                                                |                                |           |                       |      |
| Nagoya              | Aeropuerto Internacional Chūbu Centrair        | Korean Air                     |           |                       |      |
| Osaka               | Aeropuerto Internacional de Kansai             | Jeju Air Korean Air            | B737      |                       |      |
| Tokio               | Aeropuerto Internacional de Narita             | Korean Air                     |           |                       |      |
| Catar               |                                                |                                |           |                       |      |
| Doha                | Aeropuerto Internacional de Doha               | Arabia International Airlines  |           |                       |      |
| Taiwán              |                                                |                                |           |                       |      |
| Taipéi              | Aeropuerto Internacional de Taiwán Taoyuan     | Jin Air                        | B7x7      |                       |      |

| Aerolíneas                    | Destinos |
| ----------------------------- | --- |
| Arabia International Airlines | Doha, Dubái (hasta 2 de mayo de 2013) |
| Air Busan                     | Busan, Seúl-Gimpo |
| Asiana Airlines               | Busan, Cheongju, Daegu, Gwangju, Jinju-Sacheon, Pohang, Seúl-Gimpo, Seúl-Incheon                                                                                           |
| China Eastern Airlines        | Ningbo, Shanghái-Pudong |
| China Southern Airlines       | Changchun, Dalian, Shenyang, Zhengzhou |
| Condor Flugdienst             | Fráncfort del Meno |
| Eastar Jet                    | Gunsan, Seúl-Gimpo, Cheongju Charter: Macao |
| Jeju Air                      | Busan, Cheongju, Osaka-Kansai, Seúl-Gimpo |
| Jin Air                       | Shanghái-Pudong, Seúl-Gimpo, Taipéi-Taoyuan Charter: Harbin |
| Korean Air                    | Busan, Cheongju, Daegu, Gwangju, Guiyang, Gunsan, Jinju-Sacheon, Osaka-Kansai, Nagoya-Centrair, Pekín-Capital, Seúl-Gimpo, Seúl-Incheon, Tokio-Narita, Ulsan, Wonju, Yeosu |
| TransAsia Airways             | Taipéi, Kaohsiung |
| T'way Airlines                | Daegu, Gwangju, Muan, Seúl-Gimpo |

## Estadísticas
Ver fuente y consulta Wikidata.